# 커스텐보쉬 식물원

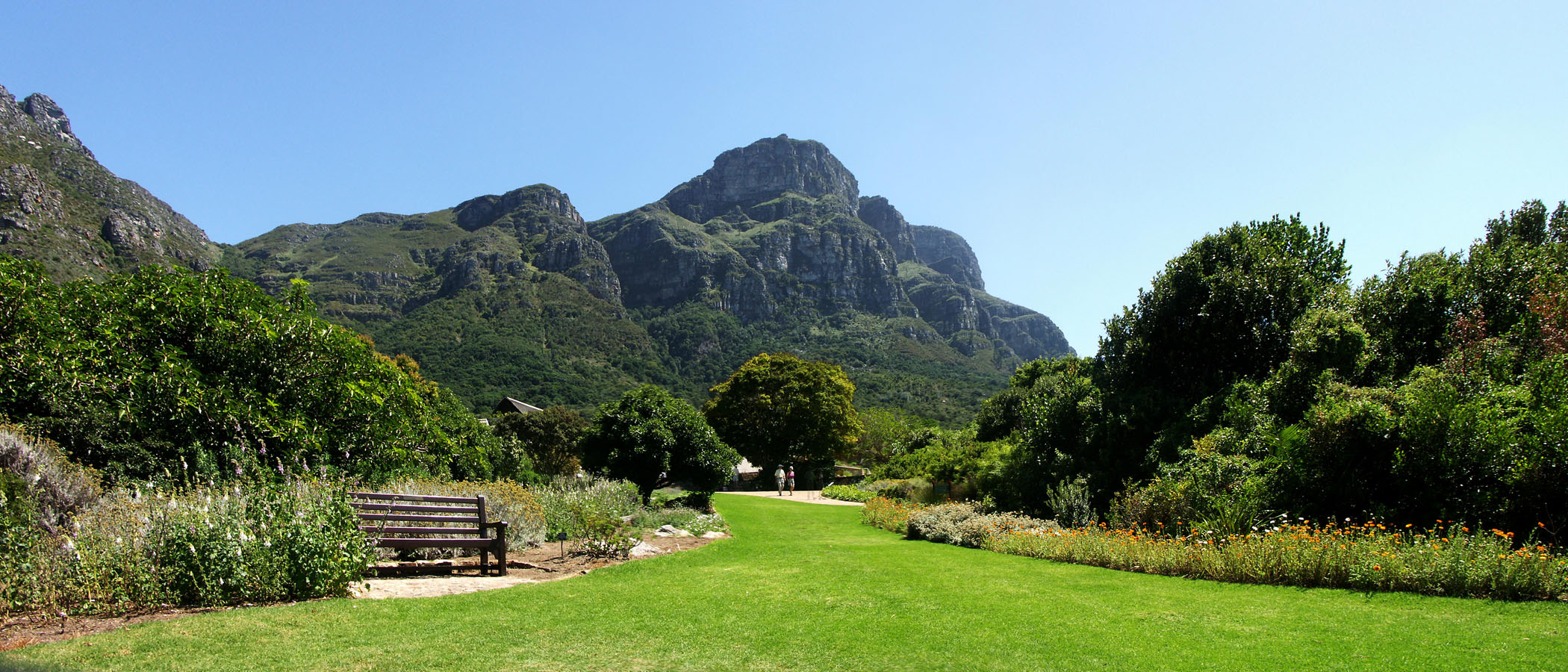
커스텐보쉬 식물원

커스텐보쉬 식물원(Kirstenbosch)은 남아프리카 공화국 케이프타운에 위치한 식물원이다.